# مكتب بريد

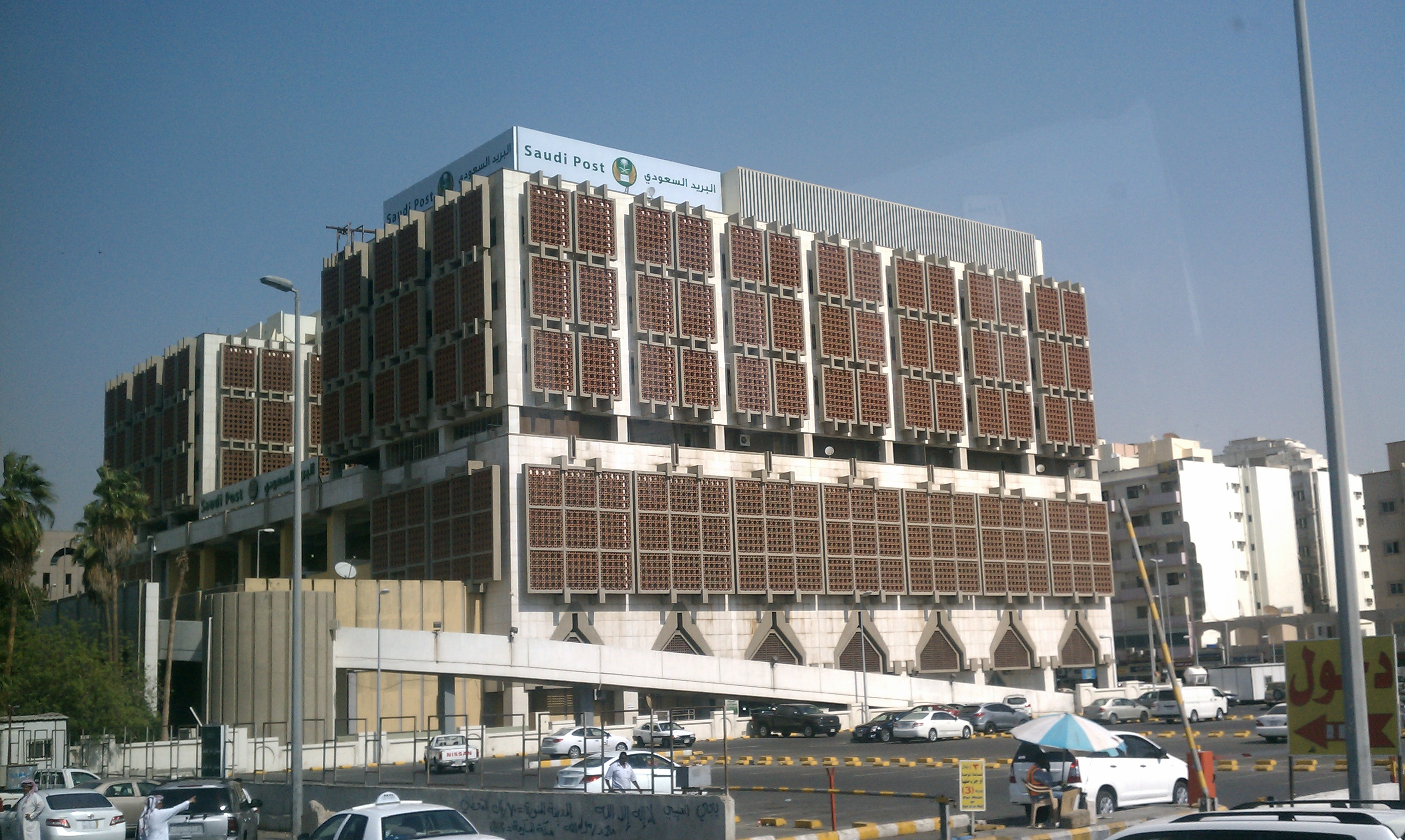
مكتب بريد في جدة

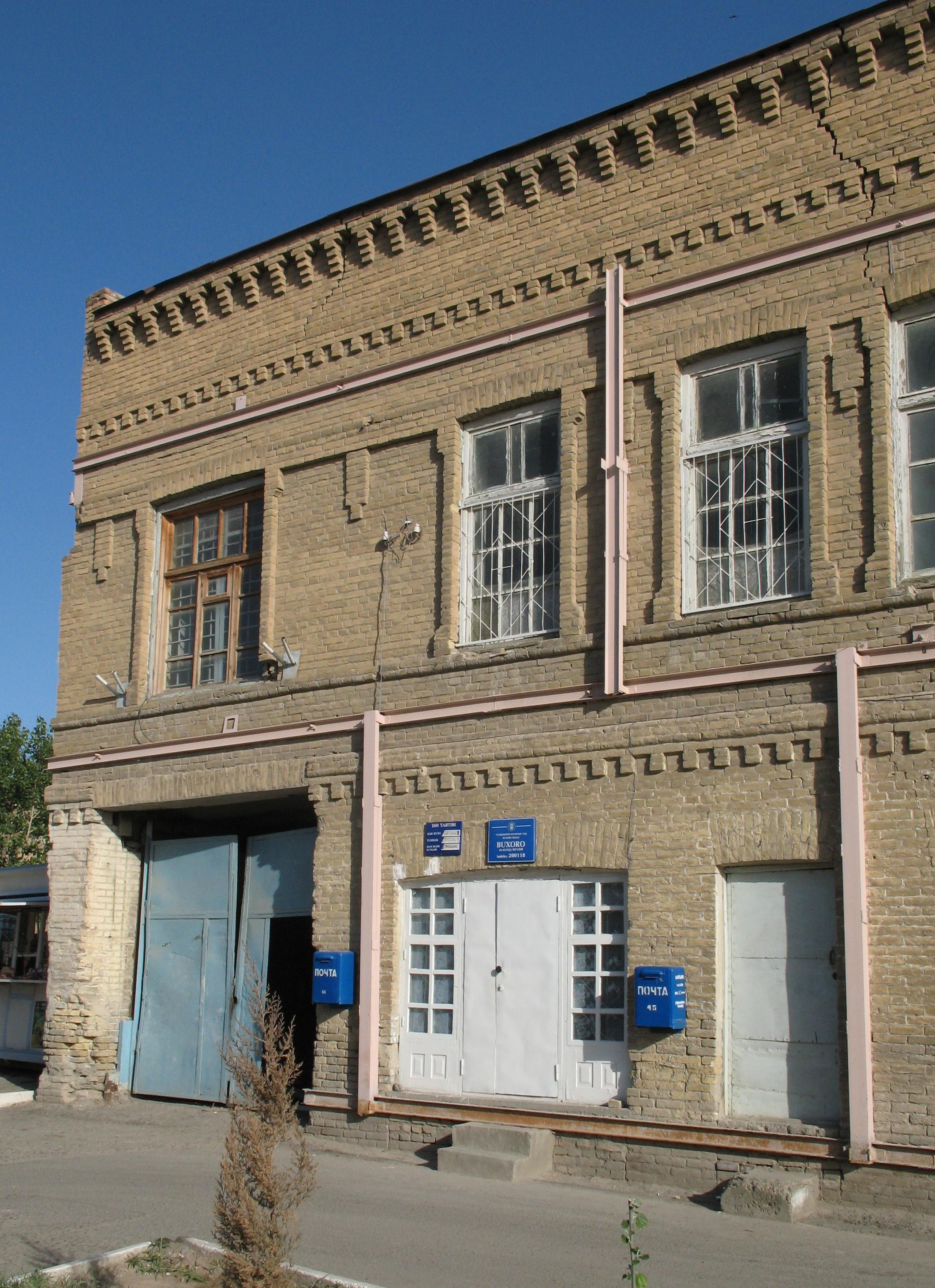
مكتب بريد في بخارى

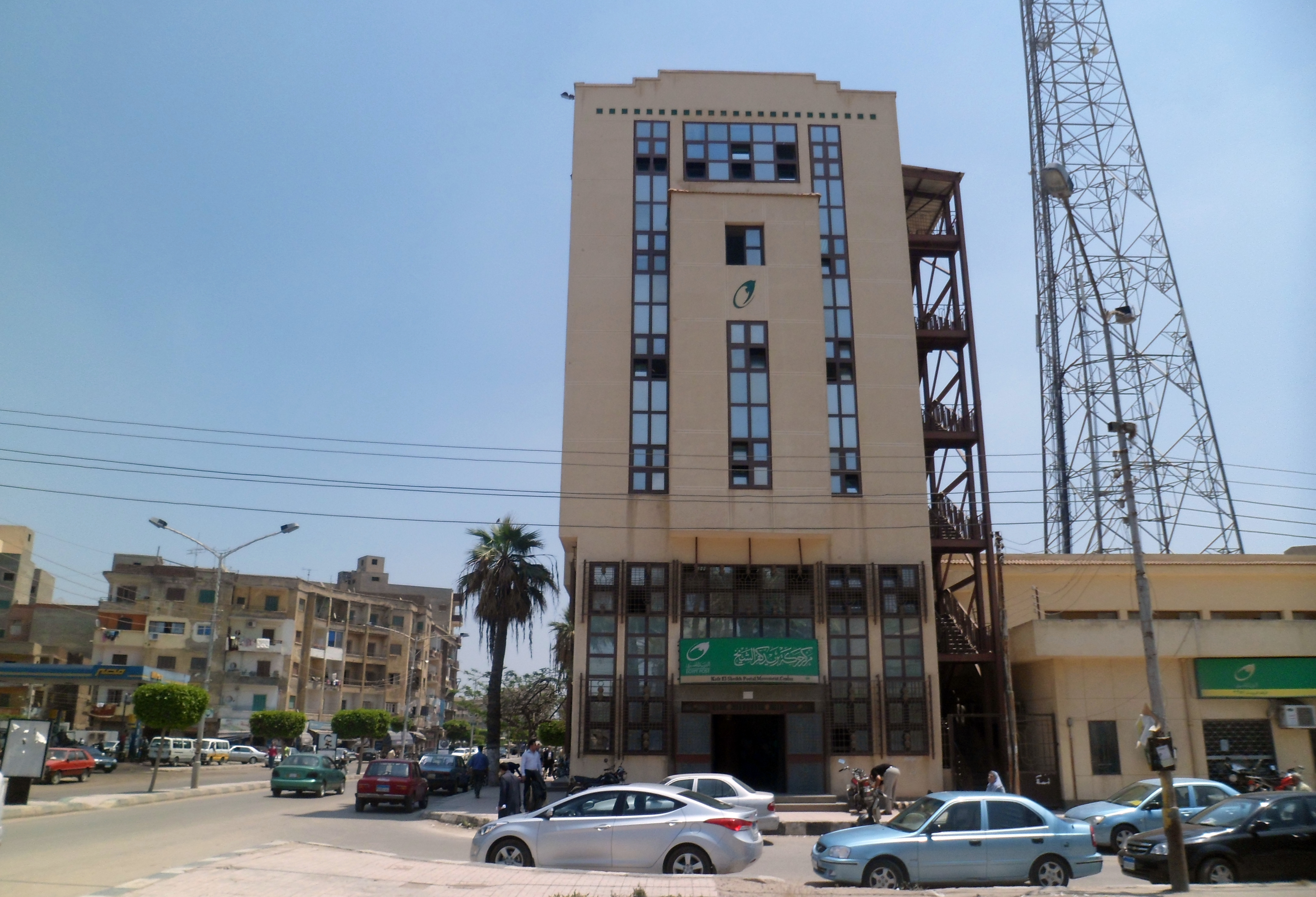
مكتب بريد في كفر الشيخ

مكتب البريد هو مكان للخدمة البريدية ويتداول فيهِ مواد البريد، وفيه تباع طوابع البريد والقرطاسية البريدية الأخرى، كما تقدم فيه الخدمات البريدية المختلفة. يشير مصطلح مكتب البريد أو الخدمة البريدية أيضًا في العصر الحديث إلى الوكالة التي تقدم الخدمات البريدية. وتُعد الاتصالات السلكية واللاسلكية جزءًا من خدمات مكتب البريد في بعض البلاد. تدير الحكومة في كثير من البلاد مكاتب البريد. وتدير وكالة متخصصة هذه الخدمة في بلاد أخرى. فمكتب البريد في المملكة المتحدة، على سبيل المثال، شركة وطنية تموّلها الحكومة وهي مسؤولة أمامها، وتدار الاتصالات السلكية واللاسلكية بوساطة شركات خاصة.